# Région de la Volta
Pour les articles homonymes, voir Volta.
La région de la Volta est l'une des dix régions du Ghana.

## Géographie
La région de la Volta est située au sud-est du pays. Bordée par l'océan Atlantique au sud, elle jouxte les régions Grand Accra, Orientale et de Brong Ahafo à l'est, et la région du Nord au nord. Elle est également limitrophe du Togo, situé à l'est.

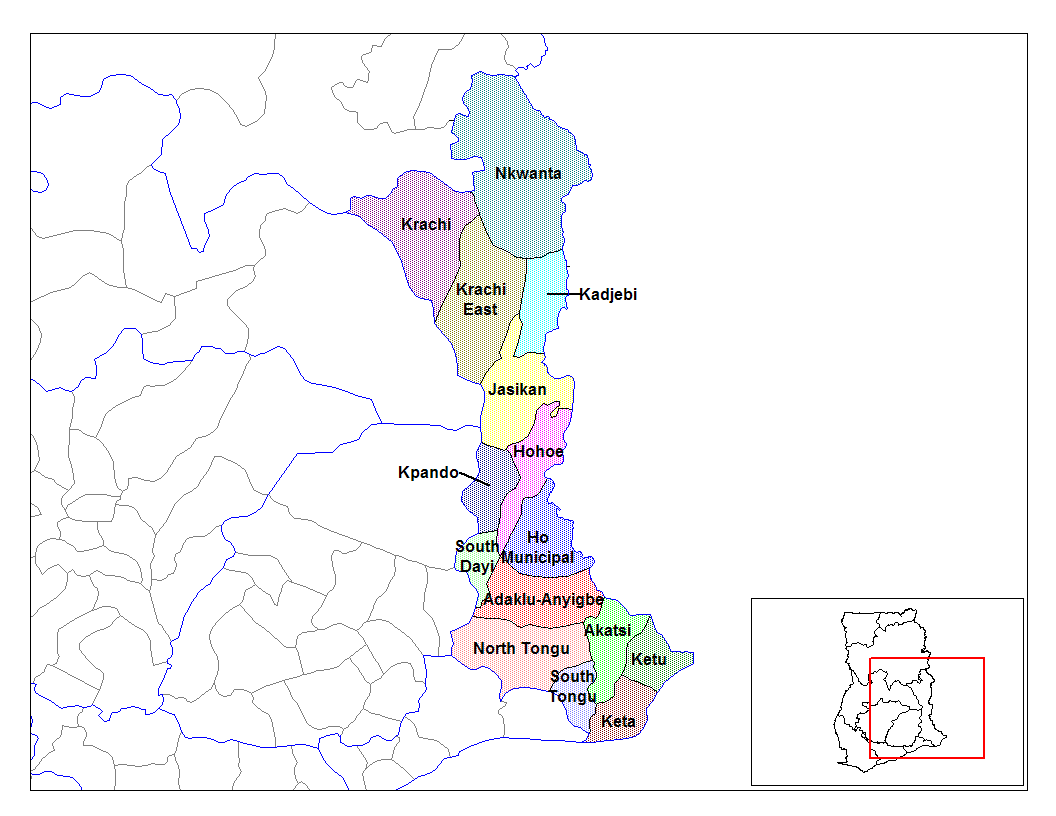
Les districts de la région de la Volta

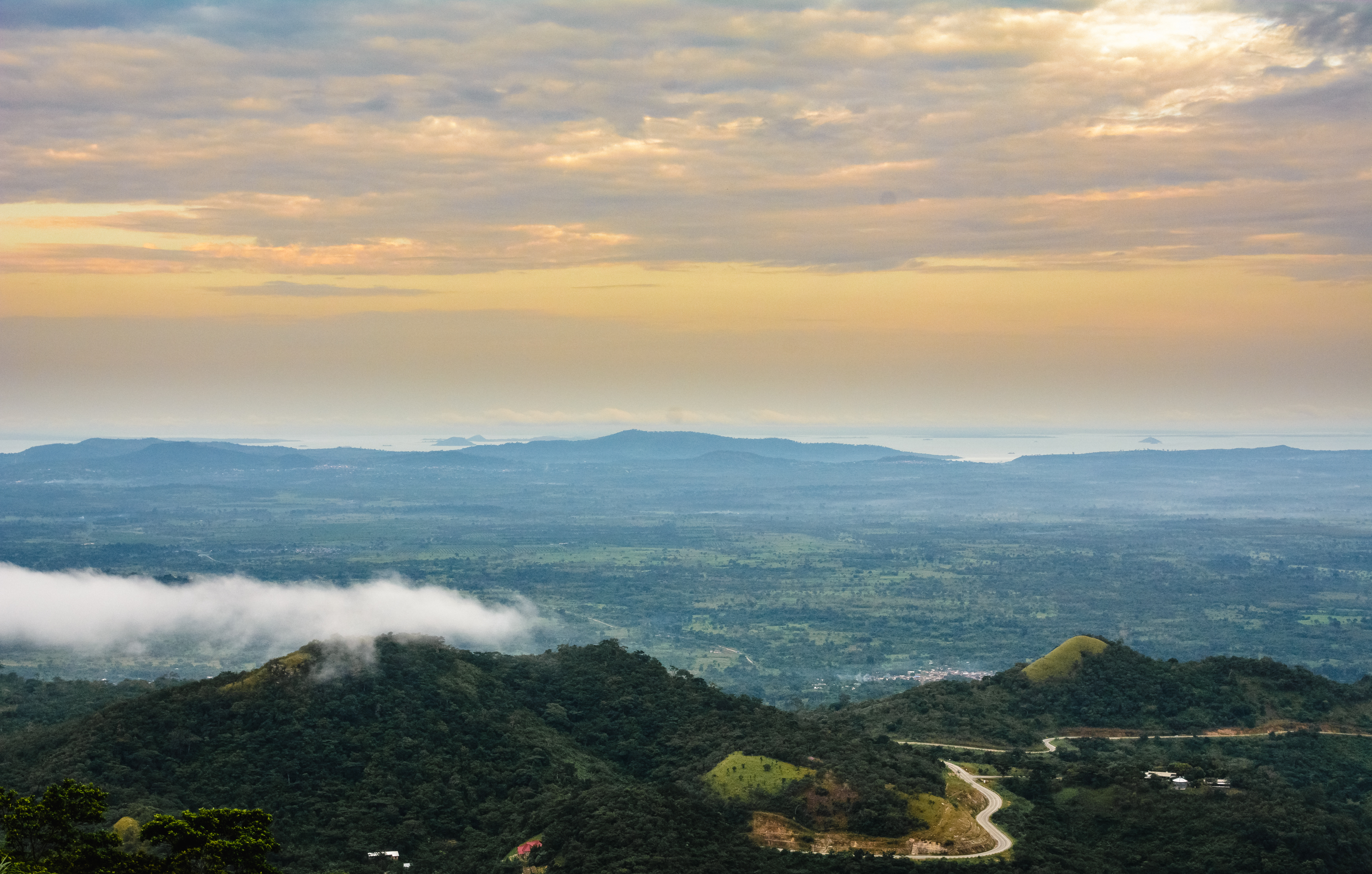
La montagne Amedzope dans la région de la Volta. Novembre 2018.
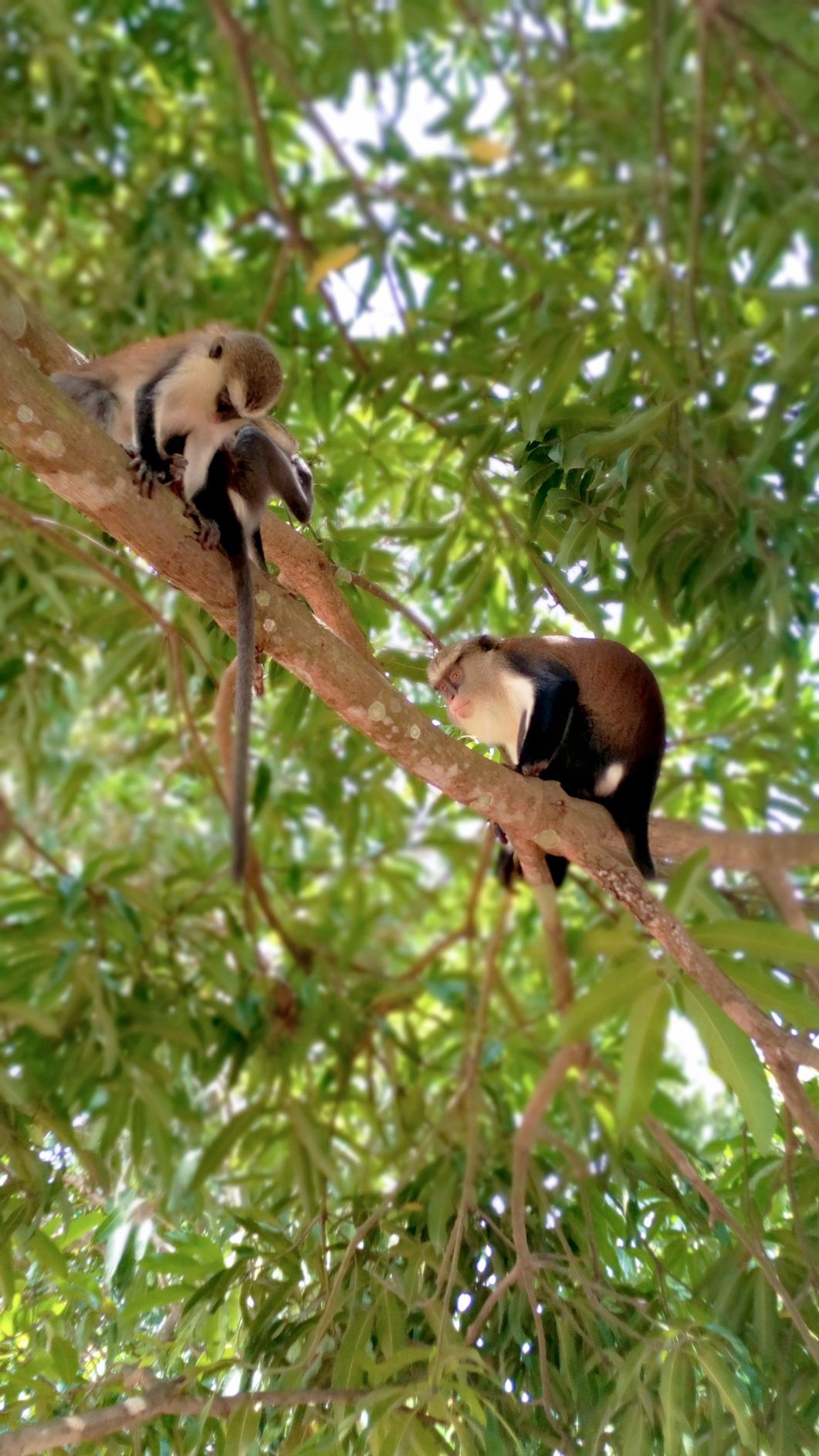
Cercopithecus mona dans un bois sacré de la région de la Volta. Mai 2019.
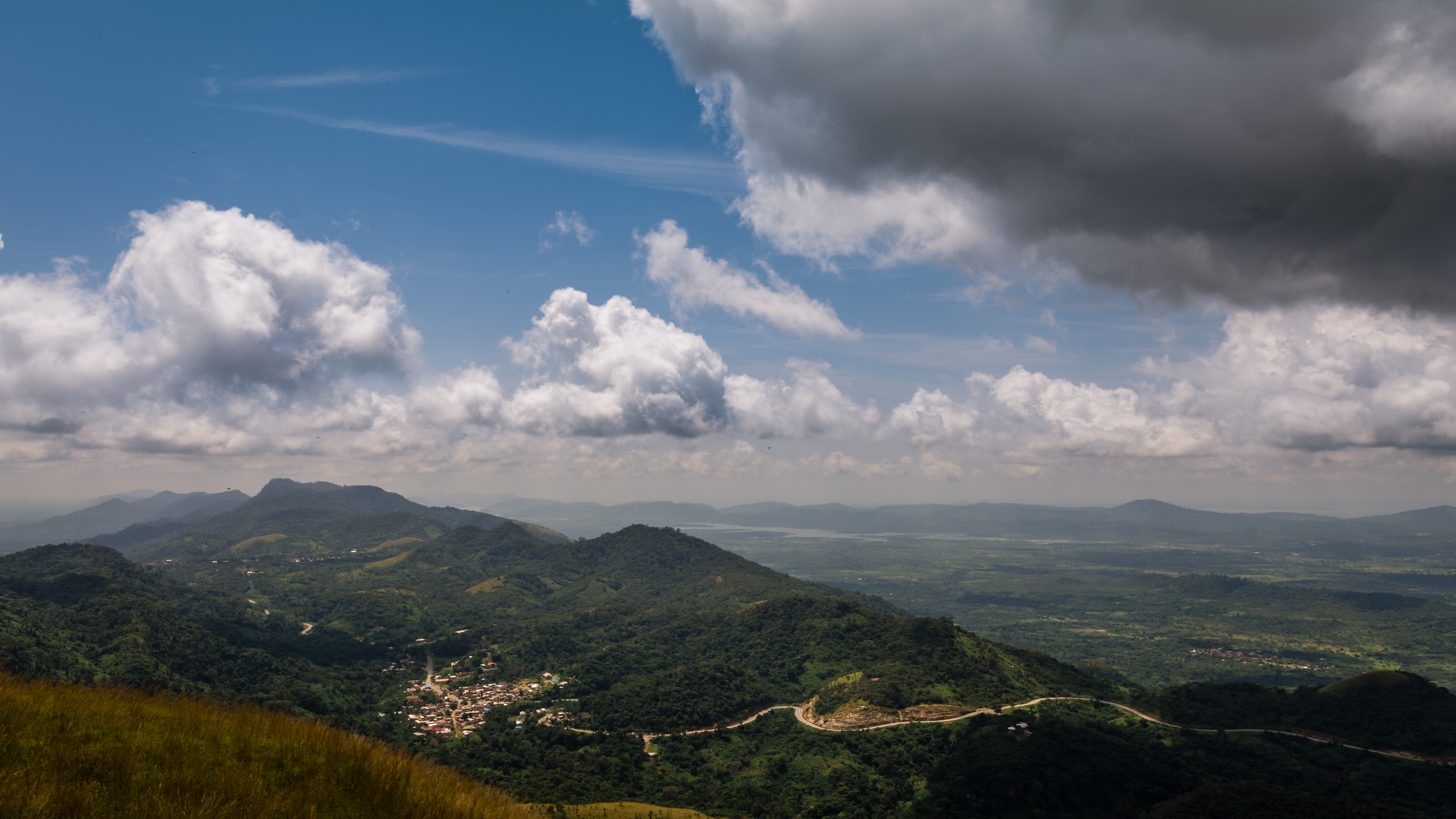
Vue de la région de la Volta depuis la montagne Amedzope. Novembre 2018.

La région de la Volta est divisée en 18 districts :
- Adaklu-Anyigbe
- Akatsi
- Biakoye
- Dayi sud
- Ho
- Hohoe
- Jasikan
- Kadjebi
- Keta
- Ketu nord
- Ketu sud
- Kpando
- Krachi est
- Krachi ouest
- Nkwanta nord
- Nkwanta sud
- Tongu nord
- Tongu sud